# Rusko
Rusko este o comună din Finlanda. Este printre orașele mari având o populație de 3,722 de locuitori și are o densitate a populației de 74.05 pe km pătrat.